# 星運帝國
星運帝國（英語：The Monarch，前譯Vert De Grece，2012年3月22日－），是一匹曾在愛爾蘭、法國和香港出賽的賽駒，來港前練馬師早期是莫祖善，後期是韋利安，來港後練馬師是方嘉柏。競賽生涯中一勝國際一級賽。

## 簡介
2014年6月6日，霍禮義策騎「星運帝國」於一場愛爾蘭李奧柏馬場舉行的2歲處女馬賽跑獲第二名。
2014年8月7日，卡諾爾策騎「星運帝國」勝出一場愛爾蘭李奧柏馬場舉行的2歲處女馬賽。
2014年8月24日，霍禮義策騎「星運帝國」於愛爾蘭卻拉馬場舉行的國際二級賽愛爾蘭未來錦標跑獲第二名。
於愛爾蘭未來錦標跑獲第二名後，「星運帝國」以一百萬歐元的價錢易主香港馬主，並轉投韋利安馬房。
2014年10月30日，李寶利策騎「星運帝國」勝出國際一級賽準則國際大賽。
勝出準則國際大賽後，馬主原計劃讓「星運帝國」出戰2015法國二千堅尼。但「星運帝國」的橈骨受傷讓「星運帝國」於2015年未能出賽。
「星運帝國」及後來港服役，並交由方嘉柏訓練。但「星運帝國」三戰均未能勝出，更在2016年2月24日證實左前腿肌腱受傷，延至2016年7月11日退役。
2017年5月29日，「星運帝國」被運往西澳洲的Geisel Park Stud展開配種生涯，首年的配種費是5,500澳元。
2022年8月9日，「星運帝國」被運往新南威爾士州的Brisbane Meadows牧場繼續配種生涯，配種費降至4,400澳元。

## 出賽賽事全紀錄
| 比賽日期   | 賽事名稱       | 賽事班次   | 賽道 | 賽事路程 | 比賽馬場   | 名次 | 冠軍(亞軍)      | 頭馬時間 | 騎師   | 資料出處 |
| ---------- | -------------- | ---------- | ---- | -------- | ---------- | ---- | --------------- | -------- | ------ | -------- |
| 06/06/2014 | 2歲處女馬賽    |            | 草地 | 1400米   | 李奧柏馬場 | 2    | Convergence     | 1.33.11  | 霍禮義 | [ 11 ]   |
| 07/08/2014 | 2歲處女馬賽    |            | 草地 | 1400米   | 李奧柏馬場 | 1    | (一支梅)        | 1.29.49  | 卡諾爾 | [ 12 ]   |
| 24/08/2014 | 愛爾蘭未來錦標 | 國際二級賽 | 草地 | 1400米   | 卻拉馬場   | 2    | 教堂峽谷        | 1.26.32  | 霍禮義 | [ 13 ]   |
| 30/10/2014 | 準則國際大賽   | 國際一級賽 | 草地 | 1600米   | 聖格盧馬場 | 1    | (Johnny Barnes) | 1.43.16  | 李寶利 | [ 14 ]   |
| 24/01/2016 | 博愛盃         | 第二班     | 草地 | 1400米   | 沙田馬場   | 5    | 嘉應之友        | 1:23.14  | 潘頓   | [ 15 ]   |
| 10/02/2016 | 賀年盃         | 第一班     | 草地 | 1400米   | 沙田馬場   | 11   | 澳斯卡          | 1:21.20  | 白布朗 | [ 16 ]   |
| 21/02/2016 | 香港經典盃     | 香港一級賽 | 草地 | 1800米   | 沙田馬場   | 12   | 首飾太陽        | 1:48.01  | 羅理雅 | [ 17 ]   |